# Sztuczny jedwab
Jedwab sztuczny – wiązka ciągłych włókien sztucznych otrzymywanych z celulozy drzewnej, zwykle skręconych.

## Rodzaje jedwabiu sztucznego
- Jedwab kolodionowy, otrzymywany z roztworu nitrocelulozy (azotan celulozy) w mieszaninie alkoholu etylowego z eterem. Po raz pierwszy wyprodukował go w roku 1884 Hilaire Bernigaud de Chardonnet, produkcji zaniechano ok. r. 1930.
- Jedwab octanowy, produkowany z estru celulozy i kwasu octowego (octan celulozy), do jego wytwarzania stosuje się trioctan celulozy lub (częściej) 2 1/2-octan, czyli trioctan częściowo zhydrolizowany. Jedwab z trioctanu jest wytrzymalszy, a wyroby z niego są bardziej odporne na pranie, mniej kurczliwe i mniej się gniotą. Wyprodukowali go w roku 1894 Ch.F. Cross i E.J. Bevan.
- Jedwab miedziowy – celulozę rozpuszcza się w odczynniku Schweizera i następnie pod wpływem wody albo kwasów wydziela się wodzian celulozy. Tak powstały roztwór wtłacza się przez otworki siateczki do wanny z ciepłą wodą i rozcieńczonym roztworem kwasu siarkowego. Roztwór ten strąca celulozę w postaci pasm cieniutkich żyłek, które się następnie skręca w grubsze nitki. Metoda ta została wynaleziona przez francuskiego chemika L. Despaissis. Obecnie jednak straciła znaczenie w przemyśle.
- Jedwab wiskozowy – celulozę rozpuszcza się działaniem kwasów i alkaliów, otrzymując ksantogenian celulozy, z którego po wytworzeniu nici łatwo jest regenerowana celuloza w kąpieli z soli amonowej lub wodorosiarczanu sodu. Metodę wytwarzania tego jedwabiu opracowali w roku 1891 chemicy angielscy.